# Svensk Damtidning
Svensk Damtidning, eller förkortat Svensk Dam, är en svensk veckotidning. Svensk Damtidning grundades 1889 och då var målgruppen unga, nygifta kvinnor. Tidningens innehåll har skiftat över tid från hem- och handarbete, till att idag primärt handla om olika kungahus och det svenska nöjeslivet.

## Historia
Svensk Damtidning grundades i december 1889 av dansken Hans Petersen (1849-1908), han använde dock stavningen H. Petterson i tidningen . Efter Petersens frånfälle 1908 blev Nanna Wallensteen redaktör. Tidningen har också haft många kvinnliga redaktörer. Under början av 1900-talet var tidningen en förkämpe för kvinnlig rösträtt. 
Med den tekniska utvecklingen kom den under 1930- och 1940-talen att få ett utseende mer liknande dagens, med många fotografier, från att tidigare mest bestått av löpande text. På 1970-talet började tidningens innehåll skifta till att fokusera allt mer på nyheter kring kungafamiljen och kända personer.  Svensk Dam har bevakat nyheter kring Drottning Silvia sedan hennes giftermål in i kungafamiljen, och hon var oftast med på bild på omslaget. Tidningen hade också på 1970-talet reklamfilmer där de gjorde reklam för att de lagat mat hemma hos olika kända personer.
Historiker Ulrika Holgersson har skrivit avhandlingen "Populärkulturen och klassamhället. Arbete, klass och genus i svensk dampress i början av 1900-talet" (Carlsson, 2005). Författaren sätter in föreställningen om arbetarklassens uppgång och fall i ett historiskt sammanhang. Varför började man tala om klasser? Hur beskrev man sociala hierarkier? Utgångspunkten tas i Svensk Damtidning.

## 1990-talet och framåt
Allers förlag tog över tidningen 1992, varefter den nya ägaren rekryterade Karin Lennmor som chefredaktör. År 1996 ändrade tidskriften anslag och profilerade sig som "den kungliga veckotidningen. Tidningen har dock redan från första början skrivit om kungafamiljen, men särskilt från 1970-talet och framåt. 
Johan T. Lindwall tog över som chefredaktör efter Karin Lennmor 2016.
Svensk Damtidnings upplaga kan variera kraftigt efter händelser inom den svenska kungafamiljen. Det nummer som publicerades efter kronprinsessan Victoria och prins Daniels bröllop i juni 2010 trycktes i 100.000 extra exemplar och det som utgavs i samband med prinsessan Estelles födelse 2012 trycktes i 30.000 exemplar extra, en ökning med 30 procent.

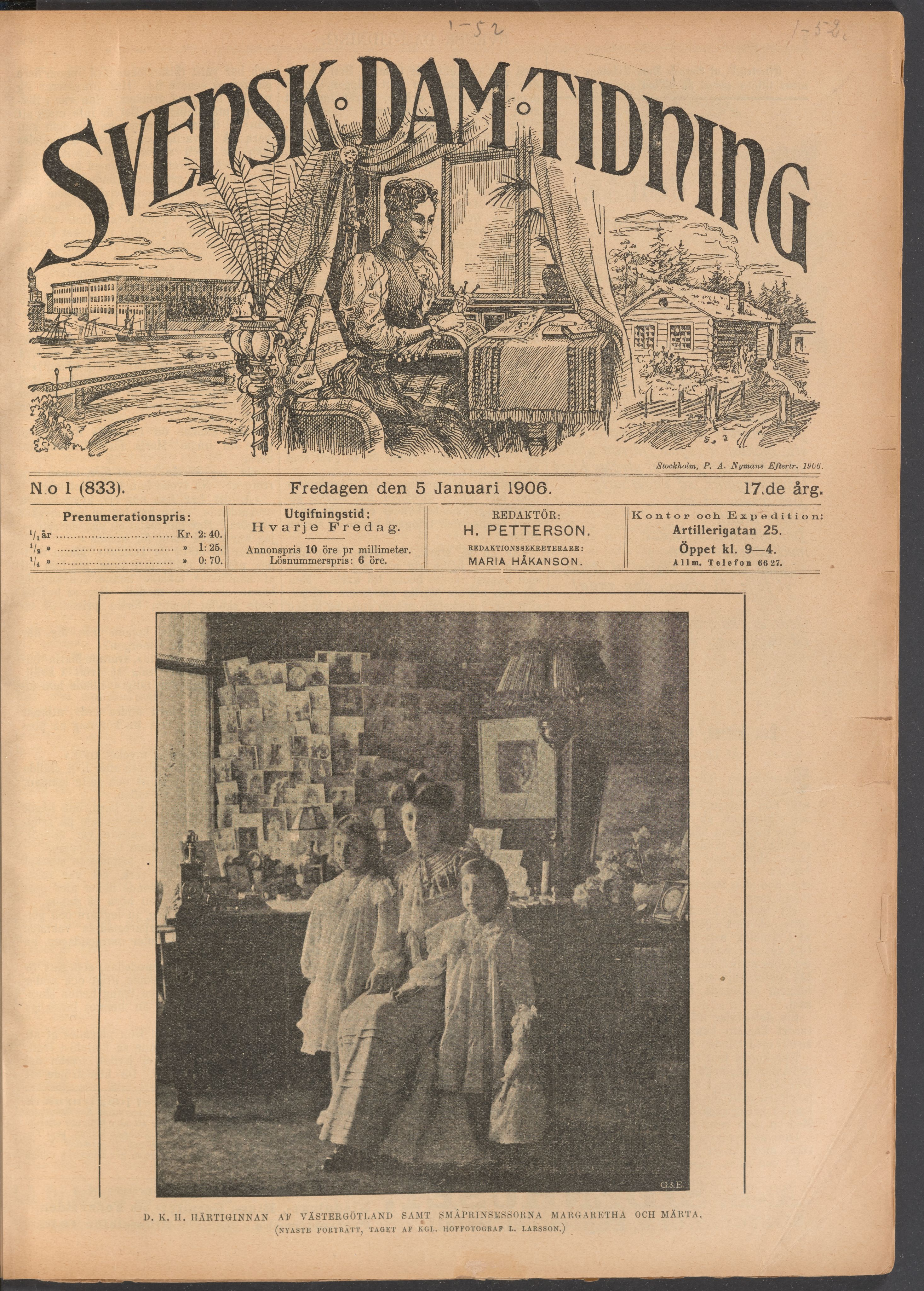
Omslag till svensk damtidning 5 januari 1906, visar Hertiginnan av Västergötland Ingeborg av Danmark med sina döttrar Märtha och Margaretha.

## Redaktörer/huvudredaktörer/chefredaktörer[13]
- 1889–1908 Hans Petersen, redaktör
- 1908–1923 Nanna Wallensteen, redaktör
- 1923–1924 Ingeborg Lundström och Hulda Brolin, redaktörer
- 1924–1926 Gunhild Sahlström, redaktör
- 1928–1950 Lars Saxon, huvudredaktör
- 1950–1967 Håkan Lindström, huvudredaktör
- 1968–1973 Måns Mossner, huvudredaktör
- 1973–1983 Lisa Winnerlid, chefredaktör
- 1983–1986 Ebba Samuelsson, chefredaktör
- 1986–1987 Lena Lindahl, tillförordnad chefredaktör
- 1987–1989 Ebba Samuelsson, chefredaktör
- 1989–1992 Agneta von Schinkel, tillförordnad chefredaktör
- 1992–2016 Karin Lennmor, chefredaktör (startade även Hänt Extra)
- 2016– Johan T. Lindwall, chefredaktör